# Diplotropis incexis
Diplotropis incexis är en ärtväxtart som beskrevs av Carlos Toledo Rizzini och A.Mattos. Diplotropis incexis ingår i släktet Diplotropis och familjen ärtväxter. Inga underarter finns listade i Catalogue of Life.